# Новомайське
Новома́йське — село в Україні, Криворізькому районі Дніпропетровської області. Населення — 813 мешканців. 

## Географія
Село Новомайське примикає до сіл Златопіль і Коломійцеве, на відстані 0,5 км від околиць міста Кривий Ріг. Поруч проходять автомобільна дорога Т 0434 і залізниця, станція Кривий Ріг-Сортувальний за 1,5 км.

## Населення

### Мова
Розподіл населення за рідною мовою за даними перепису 2001 року:
| Мова            | Кількість | Відсоток |
| --------------- | --------- | -------- |
| українська      | 608       | 74.79%   |
| російська       | 162       | 19.93%   |
| ромська         | 34        | 4.18%    |
| болгарська      | 6         | 0.74%    |
| білоруська      | 1         | 0.12%    |
| інші/не вказали | 2         | 0.24%    |
| Усього          | 813       | 100%     |